# Liste de séries policières italiennes
Cet article recense les séries télévisées et mini-séries italiennes (créées, tournées et produites en Italie) dont le genre est policier.

## R.A.I.
Les séries ci-dessous sont classées par ordre chronologique de diffusion originale.
| Titre original                                          | Titre français                         | Nombre de saisons | Nombre d'épisodes | Début de diffusion | Fin de diffusion | Diffusion française |
| ------------------------------------------------------- | -------------------------------------- | ----------------- | ----------------- | ------------------ | ---------------- | ------------------- |
| Ritorna il tenente Sheridan                             |                                        | 1                 | 6                 | 1963               | 1963             | inédit              |
| Il triangolo rosso                                      |                                        | 2                 | 12                | 1967               | 1968             | inédit              |
| FBI - Francesco Bertolazzi investigatore                |                                        | 1                 | 6                 | 1970               | 1970             | inédit              |
| Un certo Harry Brent                                    |                                        | 1                 | 6                 | 1970               | 1970             | inédit              |
| Coralba                                                 |                                        | 1                 | 5                 | 1970               | 1970             | inédit              |
| Lungo il fiume e sull'acqua                             |                                        | 1                 | 5                 | 1973               | 1973             | inédit              |
| Qui squadra mobile                                      |                                        | 2                 | 12                | 1973               | 1976             | inédit              |
| Philo Vance                                             |                                        | 1                 | 3                 | 1974               | 1974             | inédit              |
| Il commissario De Vincenzi                              |                                        | 2                 | 6                 | 1974               | 1977             | inédit              |
| Dov'è Anna?                                             |                                        | 1                 | 7                 | 1976               | 1976             | inédit              |
| La mia vita con Daniela                                 |                                        | 1                 | 2                 | 1976               | 1976             | inédit              |
| Chiunque tu sia                                         |                                        | 1                 | 3                 | 1977               | 1977             | inédit              |
| Così per gioco                                          |                                        | 1                 | 5                 | 1979               | 1979             | inédit              |
| L'enigma delle due sorelle                              |                                        | 1                 | 4                 | 1980               | 1980             | inédit              |
| La Piovra                                               | La Mafia (série télévisée)             | 10                | 48                | 1984               | 2001             | TF1                 |
| Un uomo in trappola                                     |                                        | 1                 | 4                 | 1985               | 1985             | inédit              |
| Il commissario Corso                                    |                                        | 2                 | 13                | 1991               | 1992             | inédit              |
| Ispettore Sarti                                         |                                        | 3                 | 19                | 1991               | 1994             | inédit              |
| Detective Extralarge                                    |                                        | 2                 | 12                | 1991               | 1993             | inédit              |
| Delitti privati                                         |                                        | 1                 | 4                 | 1993               | 1993             | inédit              |
| L'ispettore anticrimine                                 |                                        | 1                 | 6                 | 1993               | 1993             | inédit              |
| Un commissario a Roma                                   | Un commissaire à Rome                  | 1                 | 10                | 1993               | 1993             | TF1                 |
| Moscacieca                                              |                                        | 1                 | 2                 | 1993               | 1993             | inédit              |
| Il maresciallo Rocca                                    |                                        | 5                 | 30                | 1996               | 2010             | inédit              |
| Linda e il brigadiere                                   |                                        | 3                 | 16                | 1997               | 2000             | inédit              |
| Lui e lei                                               |                                        | 2                 | 16                | 1998               | 1999             | inédit              |
| La donna del treno                                      |                                        | 1                 | 2                 | 1999               | 1999             | inédit              |
| Turbo (it)                                              |                                        | 2                 | 8                 | 1999               | 2001             | RTL9                |
| Il Commissario Montalbano                               | Commissaire Montalbano                 | 10                | 28                | 1999               | 2021             | France 3            |
| Il furto del tesoro                                     |                                        | 1                 | 2                 | 2000               | 2000             | inédit              |
| Don Matteo                                              | Don Matteo, Un sacré détective         | 10                | 220               | 2000               | en cours         | TF1                 |
| La squadra                                              |                                        | 8                 | 221               | 2000               | 2007             | inédit              |
| Tre casi per Laura C                                    |                                        | 1                 | 3                 | 2002               | 2002             | inédit              |
| La stagione dei delitti                                 |                                        | 2                 | 10                | 2004               | 2007             | inédit              |
| Nebbie e delitti                                        |                                        | 3                 | 14                | 2005               | 2009             | inédit              |
| Una famiglia in giallo                                  |                                        | 1                 | 6                 | 2005               | 2005             | inédit              |
| Il capitano                                             |                                        | 2                 | 14                | 2005               | 2007             | inédit              |
| Gente di mare                                           | Police maritime                        | 2                 | 51                | 2005               | 2007             | France 3            |
| Provaci ancora prof!                                    |                                        | 6                 | 38                | 2005               | en cours         | inédit              |
| Crimini                                                 |                                        | 2                 | 16                | 2006               | 2010             | inédit              |
| L'ispettore Coliandro                                   |                                        | 5                 | 20                | 2006               | 2021             | inédit              |
| Il segreto di Arianna                                   |                                        | 1                 | 2                 | 2007               | 2007             | inédit              |
| Donna detective                                         |                                        | 2                 | 22                | 2007               | 2010             | inédit              |
| Zodiaco                                                 |                                        | 1                 | 4                 | 2008               | 2008             | inédit              |
| Fidati di me                                            |                                        | 1                 | 4                 | 2008               | 2008             | inédit              |
| Ho sposato uno sbirro                                   |                                        | 2                 | 34                | 2008               | 2010             | Inédit              |
| Rex                                                     | Rex, chien flic                        | 8                 | 92                | 2008               | 2015             | France 3            |
| La nuova squadra                                        |                                        | 3                 | 84                | 2008               | 2011             | inédit              |
| Il bene e il male                                       |                                        | 1                 | 12                | 2009               | 2009             | inédit              |
| Il Commissario Manara                                   |                                        | 2                 | 24                | 2009               | 2011             | inédit              |
| Io e mio figlio Nuove storie per il commissario Vivaldi |                                        | 1                 | 6                 | 2010               | 2010             | inédit              |
| La donna della domenica                                 |                                        | 1                 | 2                 | 2011               | 2011             | inédit              |
| Un passo dal cielo                                      |                                        | 3                 | 44                | 2011               | en cours         | inédit              |
| Zodiaco - Il libro perduto                              |                                        | 1                 | 4                 | 2012               | 2012             | inédit              |
| Il restauratore                                         |                                        | 2                 | 28                | 2012               | 2014             | inédit              |
| Il Commissario Nardone                                  | Commissaire Nardone                    | 1                 | 12                | 2012               | 2012             | inédit              |
| Il Giovane Montalbano                                   | Montalbano, les premières enquêtes     | 2                 | 12                | 2012               | 2015             | France 3            |
| Nero Wolfe série télévisée                              |                                        | 1                 | 8                 | 2012               | 2012             | inédit              |
| Gli anni spezzati                                       |                                        | 1                 | 6                 | 2014               | 2014             | inédit              |
| Una pallottola nel cuore                                |                                        | 2                 | 8                 | 2014               | en cours         | inédit              |
| Non Uccidere                                            | Squadra Criminale                      | 2                 | 24                | 2015               | 2018             | Arte                |
| Catturandi - Nel nome del padre                         |                                        | 1                 | 12                | 2016               | en cours         | inédit              |
| Rocco Schiavone                                         |                                        | 1                 | 6                 | 2016               | en cours         | inédit              |
| Maltese - Il romanzo del Commissario                    |                                        | 1                 | 8                 | 2017               | 2017             | inédit              |
| I bastardi di Pizzofalcone (série télévisée)            |                                        | 1                 | 6                 | 2017               | en cours         | inédit              |
| Nera a metà                                             | Carlo et Malik                         | 1                 | 12                | 2018               | en cours         | Netflix             |
| Imma Tataranni - Sostituto procuratore                  | Imma Tataranni: Substitut du Procureur | 2                 | 14                | 2019               | en cours         | Polar+              |
| Blanca                                                  |                                        | 1                 | 6                 | 2021               | en cours         | M6                  |

## CANALE 5
Les séries ci-dessous sont classées par ordre chronologique de diffusion originale.
| Titre original                   | Titre français             | Nombre de saisons | Nombre d'épisodes | Début de diffusion | Fin de diffusion | Diffusion française |
| -------------------------------- | -------------------------- | ----------------- | ----------------- | ------------------ | ---------------- | ------------------- |
| L'avvocato Porta                 |                            | 2                 | 8                 | 1998               | 2000             | inédit              |
| Il commissario Raimondi          |                            | 1                 | 2                 | 1999               | 1999             | inédit              |
| Distretto di polizia             | Distretto di polizia       | 11                | 282               | 2000               | 2012             | TF1                 |
| Uno bianca                       |                            | 1                 | 2                 | 2001               | 2001             | Inédit              |
| Il commissario                   |                            | 1                 | 8                 | 2002               | 2002             | Inédit              |
| Carabinieri                      |                            | 7                 | 174               | 2002               | 2008             | inédit              |
| Ultima pallottola                |                            | 1                 | 2                 | 2003               | 2003             | Inédit              |
| Carabinieri - Sotto copertura    |                            | 1                 | 2                 | 2005               | 2005             | inédit              |
| Il giudice Mastrangelo           |                            | 2                 | 10                | 2005               | 2007             | Inédit              |
| RIS: Delitti imperfetti          | Les Spécialistes           | 5                 | 84                | 2005               | 2009             | NRJ 12              |
| 48 ore                           | Fugitifs : Police Spéciale | 1                 | 12                | 2006               | 2006             | W9                  |
| Il Capo dei Capi                 | Corleone                   | 1                 | 6                 | 2007               | 2007             | OCS Choc            |
| Squadra antimafia - Palermo oggi |                            | 8                 | 74                | 2008               | 2016             | Inédit              |
| I delitti del cuoco              |                            | 1                 | 11                | 2010               | 2010             | Inédit              |
| Tutti per Bruno                  |                            | 1                 | 12                | 2010               | 2010             | Inédit              |
| R.I.S. Roma - Delitti imperfetti | Les Spécialistes : Rome    | 3                 | 60                | 2010               | 2012             | NRJ 12              |
| Fratelli detective               |                            | 1                 | 12                | 2011               | 2011             | Inédit              |
| I misteri di Laura               |                            | 1                 | 8                 | 2015               | 2015             | Inédit              |
| Squadra Mobile                   |                            | 1                 | 16                | 2015               | en cours         | Inédit              |
| Romanzo siciliano                |                            | 1                 | 8                 | 2016               | 2016             | Inédit              |